# 小西街歷史文化街區
小西街歷史街區是浙江省湖州市市區的舊街區，位於湖州中心城區、衣裳街西側，保護範圍北至紅旗路，南至北齊巷、太平巷，西至環城西路，東至南街。總面積17.68 公頃，核心保護範圍面積 3.81 公頃，建設控制地帶面積13.87 公頃。

## 歷史
小西街是湖州歷代名門望族、富商官宦聚居之地，湖州府城大姓如溫氏、鈕氏、許氏、莫氏都聚居於此。至今街區內仍存有鈕氏狀元廳、小西街楊宅等多處歷史文保建築。

## 格局
小西街街區平面總體呈不規則長方形，北側為勤勞街片區，南側為小西街片區塊，兩個片區通過永安橋相聯接。街區整體格局至今未變，街巷里弄肌理保存完好。

## 建筑
- 小西街杨宅，小西街74号，湖州市文物保护单位
- 小西街沈宅，小西街118 号，湖州市文物保护点
- 小西街许宅（宝树堂、宝恒堂、宝魏堂），小西街142号，湖州市文物保护单位
- 小西街莫宅，小西街190号，湖州市文物保护点
- 本仁堂（钮氏旧宅），小西街196号，浙江省文物保护单位